# ریسارد کتوس
ریسارد کتوس (انگلیسی: Ryszard Katus؛ زادهٔ ۲۹ مارس ۱۹۴۷) ورزشکار دو و میدانی اهل لهستان است.